# Банкет

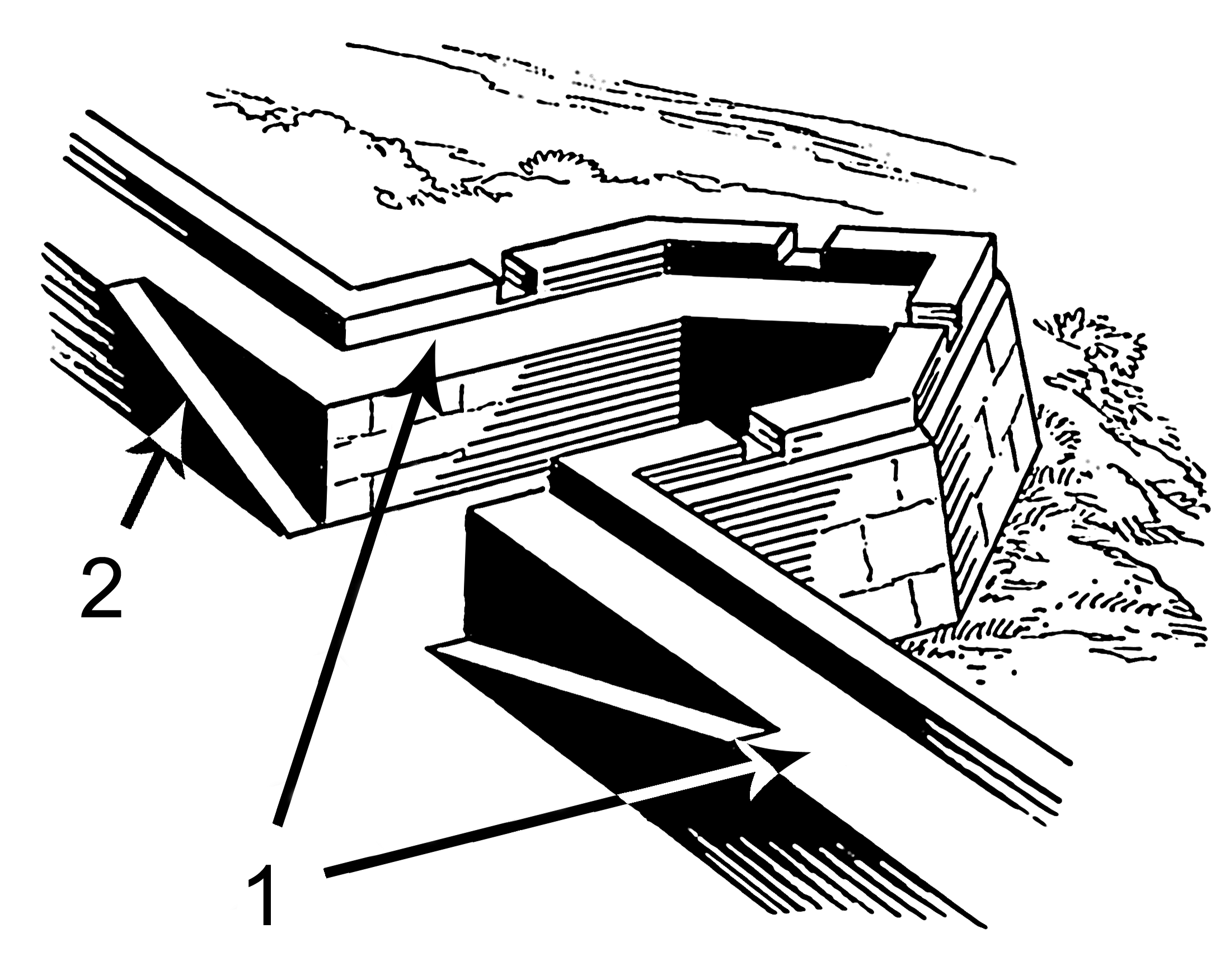
(1) Банкет укріплення

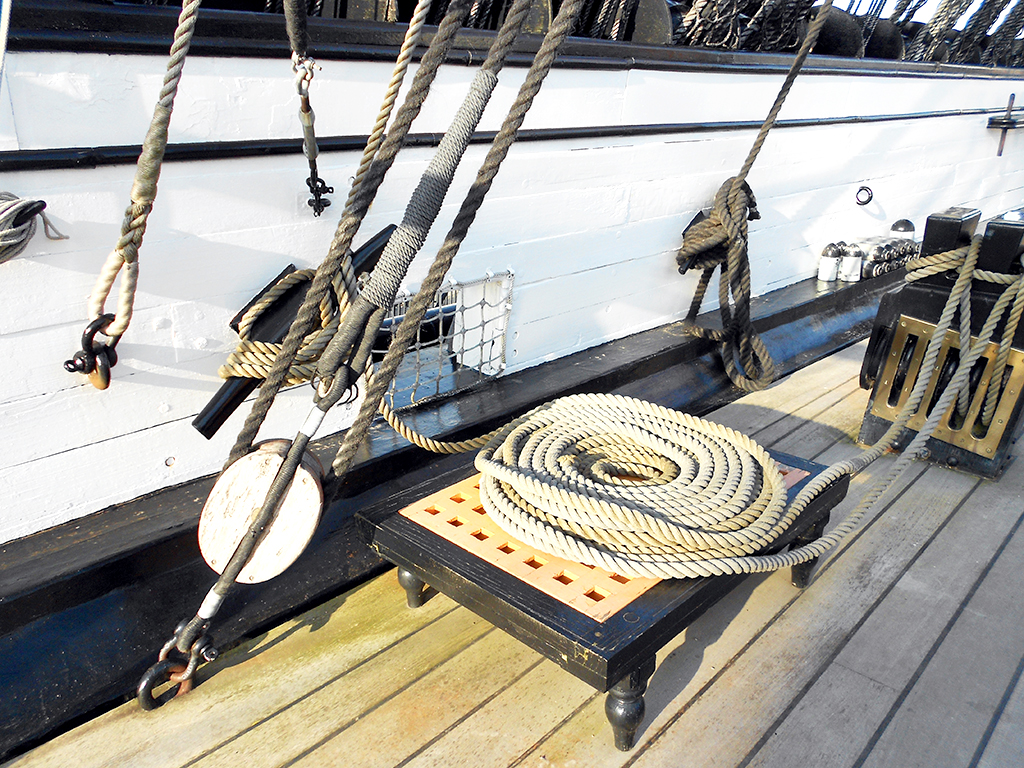
Бухта на банкеті біля фальшборту

Банке́т (фр. banquette — «лавка», «ослін») — фортифікаційний термін. Банкет являє собою низький насип за високим бруствером, на яку підіймаються захисники укріплення, щоб вести вогонь по супротивнику. Нижче банкету влаштовується валганг.

## Інші значення
1. Вузька не покрита гравієм, щебенем смуга між краєм шляхового полотна і укосом.
2. Невисокий земляний вал або канава, що захищає залізничні колії від стікання дощової води.
3. Узвишшя (майданчик) на кораблях ВМФ, призначене для установки компасів, далекомірів, для обслуговування гармат тощо.
4. Узвишшя (майданчик) на кораблях біля внутрішнього борту над верхньою палубою (здебільшого з ґратчастих люків на підніжках), призначене для укладання бухт і кранців.